# Półdziobek karłowaty
Półdziobek karłowaty, Półdzióbek karłowaty, (Dermogenys pusilla) – gatunek słodkowodnej ryby z rodzaju Dermogenys należący do rodziny Zenarchopteridae. Bywa hodowany w akwariach.

## Występowanie
Występuje w Azji Południowo-Wschodniej (Półwysep Indochiński, Półwysep Malajski) na obszarze dorzecza rzek Menam i Mekong. Niekiedy spotykana w wodach o lekkim zasoleniu.

## Charakterystyka
Ryba żyworodna, dość płochliwa. 

## Dymorfizm płciowy
Różnią się kształtem płetwy odbytowej. Bardziej żwawe kolory ma samiec. Dorasta do 7 cm, samice są większe (do 9 cm).

## Warunki w akwarium
| Zalecane warunki w akwarium | Zalecane warunki w akwarium |
| --------------------------- | --------------------------- |
| Zbiornik                    | średni do dużego            |
| Temperatura wody            | 26–32°C                     |
| Twardość wody               | 10–12°n                     |
| Skala pH                    | ok. 7                       |
| Pokarm                      | żywy, muszki, owady         |
| Uwagi                       |                             |

## Wymagania hodowlane
Najlepiej przechowywać półdziobka w większym akwarium ze spokojnymi gatunkami. Lubi przebywać w gęstej roślinności w wodzie o lekkim zasoleniu (1 łyżeczka soli na 5 l wody). Dotyczy to szczególnie ryb nie zahartowanych (świeżo nabytych).

## Rozmnażanie
Ryba żyworodna, rodzi do 40 młodych po ciąży trwającej ok. 5–6 tygodni. Bywają przypadki, że młode są zjadane przez rodziców, dlatego wymagane jest dobre odżywianie dorosłych lub odchów młodych w osobnym zbiorniku. Aby nie uszkodzić delikatnej szczęki młode osobniki wyławiać należy specjalną szklaną fajką.